# 羅克希爾 (紐約州)
羅克希爾（英語：Rock Hill）是位於美國紐約州沙利文縣的普查規定居民點。

## 人口
根據2020年美國人口普查的數據，羅克希爾的面積為24.98平方千米，當中陸地面積為22.25平方千米，而水域面積為2.72平方千米。當地共有人口2369人，而人口密度為每平方千米94.84人。